# جهنمية منظارية
الجهنمية المنظارية أو الجهنمية (الاسم العلمي:Bougainvillea spectabilis) هي نوع من النباتات يتبع جنس الجهنمية من الفصيلة الشبية.